# Hendrick Ramaala
Hendrick Ramaala (Polokwane, Sudáfrica, 2 de febrero de 1972) es un deportista sudafricano retirado, especializado en carreras de fondo. Ganó la maratón de Nueva York en el año 2004, con un tiempo de 2:09:28. Ese mismo año también ganó la maratón de Bombai.